# Brian Kendrick
Brian David Kendrick (Fairfax, Virginia, 29 de mayo de 1979) es un luchador profesional estadounidense. Es conocido popularmente por su período en la WWE, donde luchó bajo su nombre real y como The Brian Kendrick.
Kendrick ha trabajado en diversas compañías durante su carrera como TNA, Ring of Honor y Pro Wrestling ZERO-ONE, con las que ganó varios campeonatos. Durante su período en la WWE, Kendrick y su compañero Paul London consiguieron el reinado más largo del Campeonato en Parejas de la WWE hasta que fueron superados por The New Day. Juntos también ganaron el Campeonato Mundial en Parejas y tras su regreso a la compañía en 2016 ganó el Campeonato de Peso Crucero, su primer título individual en la WWE. En la TNA, Kendrick consiguió en una ocasión el Campeonato de la División X.

## Vida personal
Kendrick nació el 29 de mayo de 1979 en Fairfax, Virginia. Es hijo de Joseph y Barbara Kendrick, y el mayor de sus dos hermanos, Neal y Shannon. Más tarde se trasladó a Olympia, Washington, donde fue al instituto North Thurston High School. Durante su último año en el instituto, Kendrick comenzó a trabajar en una pizzería para poder pagarse una escuela de lucha libre. Kendrick tomó como referencia para ser luchador a Ultimate Warrior, Blue Blazer y Koko B. Ware.

## Carrera

### Inicios
En 1999, se trasladó a Texas para entrenar en la NWA Southwest Wrestling School y más tarde en la Shawn Michaels Wrestling Academy. Allí fue donde Kendrick adoptó el nombre de Spanky, un nombre que utilizó mucho mientras estuvo en las promociones independientes. Hizo su debut el 8 de octubre de 1999 frente a American Dragon, el cual acabó en empate tras diez minutos de pelea. En octubre de 2001, Kendrick fue derrotado por American Dragon en la primera ronda del King Of the Indies Tournament 2001. El público, sin embargo, dio a ambos hombres una gran ovación después del combate.

### World Wrestling Federation (2000-2001)
En febrero del 2000, Kendrick firmó un contrato con la WWE y fue enviado al territorio en desarrollo Memphis Championship Wrestling (MCW), donde rápidamente ganó el Campeonato Peso Ligero de la MCW. Más tarde hizo equipo con American Dragon, con quien ganó el Campeonato en Parejas de la MCW. El equipo se deshizo tras perder los campeonatos a manos de The Dupps. El 30 de diciembre el Campeonato Peso Ligero de Kendrick quedó vacante tras un combate entre este y Derrick King pero lo volvió a ganar el 6 de enero de 2001 tras derrotar al mismo. Sin embargo, el 1 de junio, Spanky fue despojado de su título, el cual fue abandonado, haciendo a Kendrick el último campeón del campeonato.

### Ring of Honor (2002)
El 23 de febrero de 2002, Kendrick ganó un contrató con Ring of Honor (ROH), después de derrotar junto con Ikaika Loa a Michael Shane y a Oz. Mientras estaba en ROH, Kendrick compitió en distintas promociones como Heartland Wrestling Association y All Pro Wrestling. El 29 de junio, se convirtió en el primer Campeón Internacional Junior de la NWA, el cual perdió frente a Low Ki unos meses después.

### World Wrestling Entertainment (2002-2004)
A finales de 2002, Kendrick firmó un contrato con la WWE pero no pudo competir hasta que hubiese completado su contrato en el circuito independiente. Finalmente hizo su debut en una edición de Velocity bajo el gimmick de una mascota de un equipo local de deportes de la ciudad en la cual trabajaba. Siguió utilizando ese gimmick durante varias semanas, hasta que pudiese competir bajo uno nuevo. Después de ser derrotado durante las siguientes semanas, Kendrick intentó impresionar a la entonces mánager general de SmackDown!, Stephanie McMahon, con el fin de conseguir un contrato con la WWE. El 20 de marzo de 2003 logra su contrato tras derrotar a Shannon Moore en SmackDown!. Durante el combate, Rey Mysterio acudió atacó a Matt Hardy que estaba interviniendo ilegalmente en favor de Moore, celebrando después la victoria con Kendrick. La semana siguiente hizo equipo con Mysterio contra Hardy y Moore, sin lograr la victoria.  Su primer gran storyline dentro de la WWE fue el 1 de mayo de 2003 en SmackDown después de interrumpir una promoción de John Cena. Los dos tuvieron un feudo debido a sus similares gimmicks de raperos. El feudo terminó el 22 de mayo después de que Cena derrotase a Kendrick en un combate. El 30 de octubre, Kendrick empezó a hacer equipo con Paul London hasta el 13 de enero de 2004, cuando Kendrick decidió irse de la WWE para regresar a ZERO1.

### Circuito independiente (2004-2005)
Después de abandonar la WWE, Kendrick luchó para diferentes promociones independientes. Regresó a ZERO1 como Spanky y rápidamente fue tras la captura del Campeonato Internacional de Peso Medio en Parejas de la NWA, el cual consiguió junto con Low Ki el 19 de febrero de 2004, tras vencer a Dick Togo y Ikuto Hidaka. Perdieron el campeonato unos meses más tarde tras ser derrotados por Tatsuhito Takaiwa y Tomohiro Ishii. El 9 de septiembre de 2004, Kendrick volvió a ganar los campeonatos, pero esta vez lo hizo junto con Kaz Hayashi. Retuvieron el campeonato hasta marzo de 2005, cuando abandonaron el campeonato. Aunque perdió el campeonato por parejas en marzo, Kendrick ganó el Campeonato de los Estados Unidos de ZERO1-MAX ese mismo mes. Finalmente perdió el título tras ser derrotado por Alex Shelley en septiembre de 2005. A la vez, Spanky compitió también en HUSTLE, donde formó un equipo con Kaz Hayashi.

### Total Nonstop Action Wrestling (2004)
A finales de 2004, estuvo durante un corto periodo de tiempo en la Total Nonstop Action Wrestling (TNA), donde venció a Kaz, Matt Sydal y Amazing Red, en un Fatal-Four-Way Match. En el primer evento PPV mensual de tres horas de TNA, Victory Road, Spanky compitió en un combate de 20 hombres en el X-Division Gauntlet por la X Division Cup, el partido fue ganado por Héctor Garza.

### Regreso a ROH (2004-2005)
Rápidamente regresó a ROH, donde debutó en la promoción Full Impact Pro (FIP), ganando la primera Florida Rumble de la historia. El 25 de febrero, Kendrick fue derrotado por James Gibson. Kendrick también compitió en el Trios Tournament, pero perdió en la primera ronda junto con sus compañeros de equipo, Gibson y Nigel McGuinness. El 16 de abril compitió por el Campeonato Puro de ROH y el 4 de junio por el Campeonato Mundial de ROH pero fue derrotado en ambas ocasiones. En julio de 2005, Kendrick anunció que había firmado un nuevo contrato con la WWE y que debía regresar después de haber cumplido sus obligaciones en el circuito independiente. El 6 de agosto de 2005, Kendrick ganó el Campeonato en Parejas de FIP junto con Sal Rinauro pero los perdieron frente a The Heartbreak Express en menos de un mes, poco antes de regresar a la WWE.

### World Wrestling Entertainment (2005-2009)

#### 2005-2006
Tras cumplir con sus obligaciones en el circuito independiente regreso a la WWE en septiembre. Apareció en varios capítulos de Velocity antes de su reaparición en SmackDown!. El 22 de agosto hizo su regreso, participando en un Fatal Four-Way match por el Campeonato Crucero, pero no consiguió el campeonato. El 30 de septiembre en Velocity volvió a hacer equipo con su antiguo compañero, Paul London. Poco después empezaron a luchar en SmackDown!.
El 10 de febrero recibieron un combate frente a los Campeones en Pareja de la WWE, MNM, pero fueron derrotados. En No Way Out participó en un combate por le Campeonato Crucero pero no consiguió ganar. El 7 de abril, Kendrick y London derrotaron a MNM, pero el campeonato no estaba en juego. El feudo con MNM continuó, lo que les llevó a peleas por parejas e individuales durante medio año hasta que finalmente en Judgment Day derrotaron a MNM, consiguiendo el Campeonato en Parejas de la WWE.

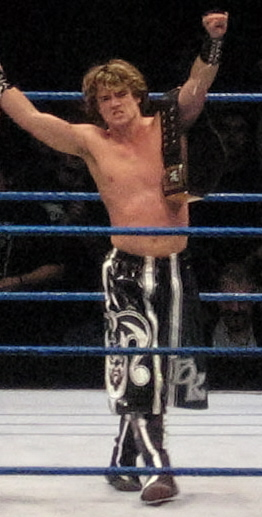
Kendrick Como Campeón en Parejas de la WWE en diciembre de 2006.

Poco después empezaron un feudo con K. C. James y Idol Stevens. Durante el feudo, comenzaron a ser acompañados al ring por Ashley Massaro, quien más tarde se estableció como su mánager.
El 14 de octubre, London y Kendrick consiguieron el reinado más largo de la historia como Campeones en Pareja de la WWE, superando el récord de MNM, el cual estaba establecido en 145 días. A pesar de esto, empezaron a sufrir una racha de derrotas por el equipo de William Regal y Dave Taylor. Regal les derrotó en combates individuales y el 8 de diciembre en SmackDown!, Kendrick y London fueron derrotados en un combate por parejas. El 9 de diciembre Kendrick consiguió derrotar a Taylor en Velocity. En Armageddon tenían previsto un combate por los títulos frente a Regal y Taylor pero antes de que empezara el combate se anunció que se añadían dos parejas más, MNM y The Hardys, y que el combate sería Fatal Four Way tag team ladder match. A pesar de esto, Kendrick y London consiguieron retener los campeonatos.

#### 2007
El 2 de febrero, London y Kendrick empezaron a sufrir varias derrotas del grupo Deuce 'n Domino. En No Way Out, London y Kendrick derrotaron a Deuce 'N Domino, consiguiendo retener los campeonatos. Finalmente perdieron los campeonatos el 20 de abril en SmackDown! frente a Deuce 'n Domino, terminando así el reinado más largo del campeonato, con 331 días. Durante el combate, London cayó mal al realizar un moonsault, sufriendo una lesión en las costillas, dejando a Kendrick como luchador individual. El 1 de junio, London y Kendrick compitieron por los títulos en un Triple Threat tag team en un combate en el que también participaron Regal y Taylor, pero fueron derrotados y el 15 de junio perdieron el combate de revancha.

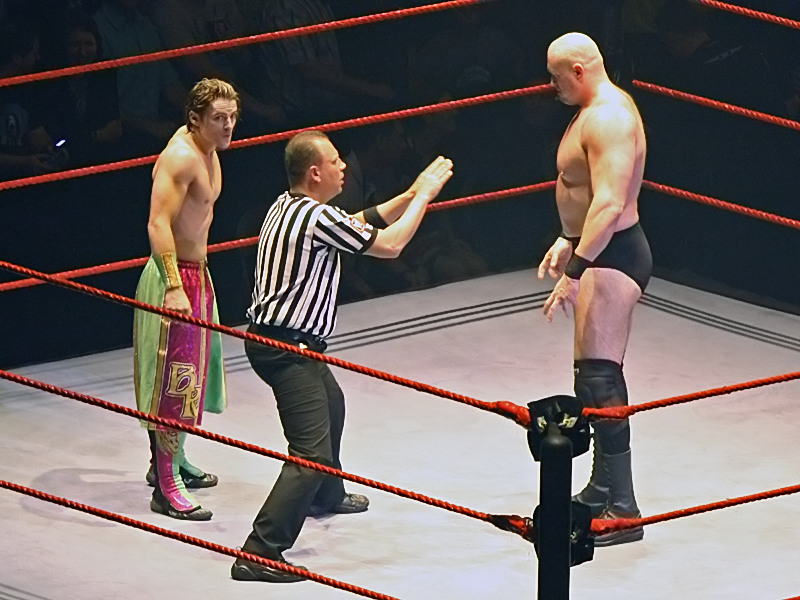
Kendrick enfrentándose a Gene Snitsky.

El 17 de junio, Kendrick, junto con London, fue enviado a RAW después del Supplemental Draft. El 18 de junio, en su debut en RAW consiguieron derrotar a The World's Greatest Tag Team. El 3 de septiembre en RAW, Kendrick y London se convirtieron en los contendientes N.º 1 al Campeonato Mundial en Parejas después de derrotar a The World's Greatest Tag Team. Tras esto tuvieron un feudo con Lance Cade y Trevor Murdoch. El 5 de septiembre durante un house show, Kendrick y London derrotaron a Cade y Murdoch, ganando los títulos pero los perdieron tres días después en otro house show. Se enfrentaron a Cade y Murdoch en Unforgiven por los campeonatos pero fueron derrotados. Durante el resto de 2007, London y Kendrick únicamente compitieron en Heat o en combates por parejas, hasta que London sufrió una lesión a finales de año.

#### 2008-2009

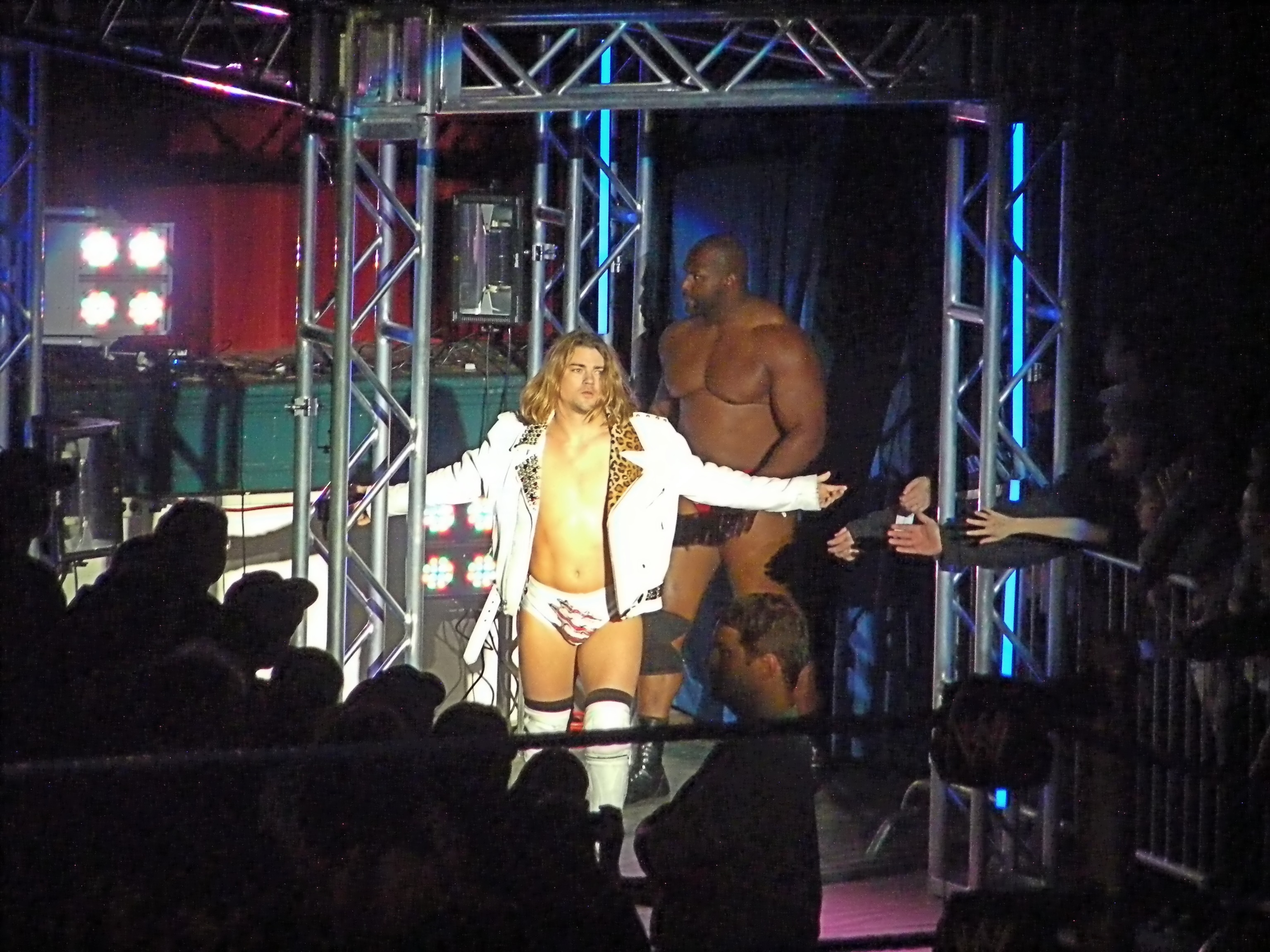
The Brian Kendrick junto a Ezekiel Jackson.

A inicios de 2008, Kendrick únicamente fue usado como jobber, hasta que London regresó en febrero. En su siguiente storyline, Kendrick abandonó a London durante un combate frente a Umaga. Sin embargo, tiempo después derrotaron a entonces Campeones Mundiales en Parejas Hardcore Holly y Cody Rhodes, recibiendo una oportunidad por los campeonatos la semana siguiente, pero no lograron ganar.
El 23 de junio, Kendrick fue enviado a SmackDown! después del Supplemental Draft, mientras que London se quedó en RAW, disolviéndose el equipo. Hizo su regreso a SmackDown! el 18 de julio, pero esta vez llegó como heel, con una nueva vestimenta y acompañado por su nuevo guardaespaldas, Ezekiel Jackson. Poco después, Kendrick se cambió el nombre a "The Brian Kendrick." El 22 de agosto en SmackDown!, Kendrick ganó una batalla real consiguiendo una oportunidad por el Campeonato de la WWE en Unforgiven. En Unforgiven, Kendrick se enfrentó a Montel Vontavious Porter, Jeff Hardy, Triple H y Shelton Benjamin pero no consiguió el campeonato. Desde entonces, Kendrick empezó a hacer equipo con Jackson y juntos tuvieron un breve feudo con Carlito y Primo, peleando en varias ocasiones por los Campeonatos en Pareja de la WWE de Carlito y Primo, pero fueron derrotados en todos los combates.
En el evento Royal Rumble, Kendrick participó en el Royal Rumble Match pero fue eliminado por Triple H. El 15 de abril, Kendrick fue enviado a la marca RAW debido al draft suplementrario. El 27 de abril, Kendrick hizo su debut en RAW, donde fue derrotado por Kofi Kingston. Tras esto, comenzó a buscar pareja para poder enfrentarse a los Campeones Unificados en Pareja, sin embargo, nunca consiguió un compañero. Su último combate en RAW fue el 27 de julio, donde nuevamente se enfrentó a Kofi Kingston, pero fue derrotado. Finalmente fue despedido de la WWE el 30 de julio.

### Regreso al circuito independiente (2009-2014)
Kendrick firmó un contrato con Dragon Gate USA el 6 de agosto de 2009. En el evento Untouchable, Kendrick se enfrentó a CIMA, pero fue derrotado. El 28 de agosto hizo su regreso a Pro Wrestling Guerrilla con un gimmick heel, derrotando a Bryan Danielson tras un low blow. Tras esto formó una alianza con The Young Bucks, y juntos comenzaron un feudo con El Genérico, Colt Cabana y el Campeón Mundial de la PWG Kenny Omega. El 19 de diciembre Ring of Honor anunció que Kendrick regresaría en el evento 8th Anniversary Show del 13 de febrero de 2010. En el evento, Kendrick fue derrotado por Roderick Strong.
El 30 de enero de 2010, en el evento de Pro Wrestling Guerrilla Kurt Russellmania los Young Bucks traicionaron a Kendrick, pero su viejo amigo Paul London acudió a ayudarlo. Esa misma noche, London y Kendrick derrotaron a Young Bucks, rebautizados Generation Me, en un combate no titular.
Kendrick firmó un contrato con la empresa británica Pro Wrestling 101, con base en Doncaster & Sheffield, el 14 de marzo en el evento Unstoppable. Pese a que se había programado un combate contra El Ligero, Kendrick no pudo luchar y fue sustituido por Lionheart. El 27 de marzo de 2010, en el evento de Dragon Gate USA Mercury Rising, Kendrick fue derrotado por Jimmy Jacobs & Jack Evans en un Loser Leaves Company Tag Team Match, haciendo equipo con Paul London.
En marzo de 2012, debutó en la empresa Family Wrestling Entertainment, derrotando a Mike Benett. El 28 de julio regresó a la empresa en el evento FWE X, luchando contra el campeón de la FWE Jay Lethal, Tommy Dreamer y Carlito por el título, siendo ganado por Dreamer. Tres meses después, volvió a reunirse con Paul London para enfrentarse, junto a Lethal, a Petey Williams and The Young Bucks. También participaron en el primer evento de House of Hardcore, donde London & Kendrick derrotaron a The Young Bucks.
Regresó a DGUS el 26 de enero de 2013, ganando un Eight Way Fray. Al día siguiente, fue derrotado por Johnny Gargano por el Open the Freedom Gate title. En FWE No Limits, Kendrick perdió en un combate por una oportunidad al Campeonato Tri-Borought ante London. El 5 de abril de 2013, debutó en la empresa Combat Zone Wrestling, derrotando a Sami Callihan. Ese mismo día, Kendrick & Garando participaron en el evento EVOLVE 19, derrotando a The Gentlemen's Club. El 6 y 7 de abril, fue derrotado por Rich Swann en los eventos de DGUSA Open the Ultimate Gate. El 22 de junio de 2013, Londrick fueron derrotados por The Young Bucks en House of Hardcore 2.
El 30 de marzo de 2014, Kendrick hizo su debut en ICW en un partido contra Joe Coffey en ICW - Still Smokin 'en el O2 ABC en Glasgow, Escocia, donde fue derrotado por poco. El 8 de septiembre de 2014, se anunció que Kendrick volvería a formar equipo con Paul London para enfrentarse a The New Age Kliq en Newcastle, Inglaterra el 5 de octubre por el Insane Championship Wrestling Tag-Team Championship. Ambos ganaron los títulos y los perdieron el 2 de noviembre de 2014.

### Total Nonstop Action Wrestling (2010-2012)

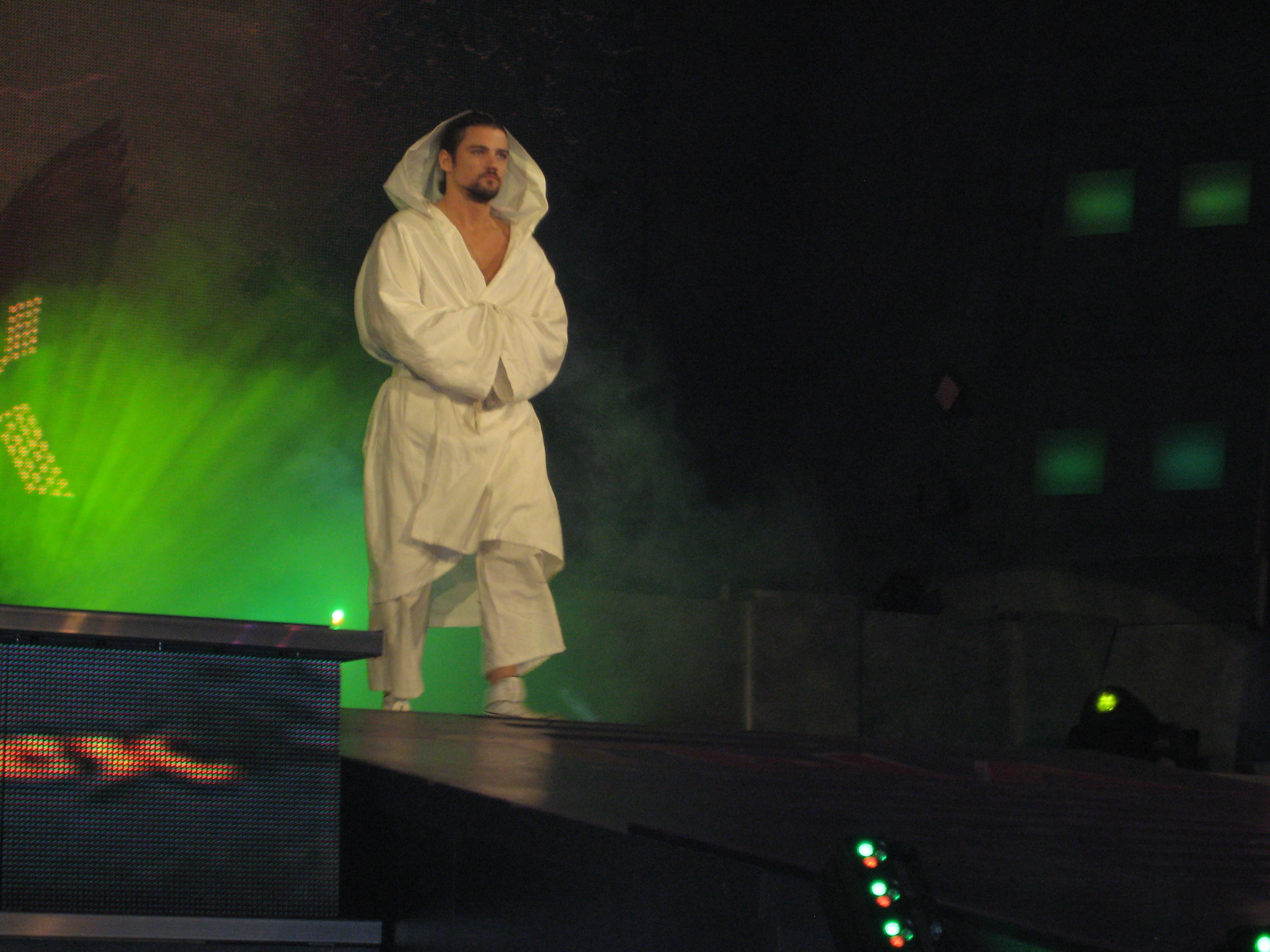
Kendrick con su nuevo Gimmick.

Kendrick hizo su debut en la Total Nonstop Action Wrestling (TNA) el 17 de enero del 2010 en el evento Genesis, como heel, de forma similar a su gimnick The Brian Kendrick de la WWE, y perdiendo contra el Campeón de la División X de la TNA Amazing Red. Luchó en Destination X en un Ladder Match por el Campeonato de la División X, pero no logró ganar. Tras esto peleó contra Homicide, Alex Shelley y Chris Sabin en Lockdown en un Xcape Match, lucha que ganó Homicide. Tras esto, empezó un feudo con el campeón de la División X Douglas Williams, cambiando a face enfrentándose a él en Slammiversary VIII y Victory Road, perdiendo ambas luchas. Ambos terminaron su feudo al siguiente iMPACT!, donde Kendrick derrotó a Williams en un I Quit match no titular. Regresó el 2 de septiembre en Impact, salvando a Stevie Richards de un ataque de Abyss. Esa misma noche, se unió a EV 2.0 contra Fortune, pero fue descalificado tras golpear al árbitro. Hizo su regreso el 16 de septiembre con un gimmick nuevo, declarándose un "Dios caído en la tierra", salvando a Tommy Dreamer del ataque de Fortune y derrotando ese día a Matt Morgan. En Bound for Glory, hizo una interferencia en el Lethal Lockdown match entre EV 2.0 (Tommy Dreamer, Sabu, Stevie Richards, Raven & Rhino) y Fortune (A.J. Styles, Kazarian, Robert Roode, James Storm & Matt Morgan), ganando su equipo. Tras esto, se pactó otra lucha en Turning Point entre EV 2.0 y Fortune, en donde el equipo ganador elegiría un miembro del perdedor para ser despedido. En el evento, Fortune (A.J. Styles, Kazarian, Robert Roode, James Storm & Douglas Williams) derrotó a EV 2.0 (Sabu, Stevie Richards, Brian Kendrick, Raven & Rhino), eligiendo a Sabu para que fuera despedido.
Debido al despido de Jay Lethal en abril de 2011, los luchadores de la División X (Kendrick, Amazing Red y Generation Me) se enfadaron y fueron a discutirlo con el líder de Immortal Eric Bischoff, quien les insultó. Después de derrotar a Robbie E en Sacrifice, la División X empezó un feudo con Immortal cuando Abyss derrotó a Kazarian, ganando el Campeonato de la División X. En Slammiversary IX, él y Kazarian se enfrentaron a Abyss por el título, pero fueron derrotados. Tras esto, Kendrick se enfrentó solo contra Abyss en Destination X por el título. Durante el combate, interfirió los miembros de Immortal y los luchadores de la División X. Al final, Kendrick derrotó a Abyss, ganando el título. Después, junto con Alex Shelley, empezaron un feudo con el recién recontratado Austin Aries. En Hardcore Justice retuvo el título ante Shelley y Aries después de cubrir a Alex. Sin embargo, al acabar el combate, Aries le retó a otro combate, pues dijo que no le había cubierto a él y no había demostrado ser mejor luchador, por lo que se enfrentaron en No Surrender siendo derrotado Kendrick, perdiendo el campeonato.
En Impact Wrestling, consiguió otra oportunidad por el título al derrotar en un Ladder match a Alex Shelley, Kid Kash, Zema Ion y Jesse Sorensen, pero en Bound for Glory fue derrotado por Aries. Tras este combate, desapareció de la televisión hasta que el 27 de febrero fue despedido.

### New Japan Pro Wrestling (2011-2013)
El 21 de junio de 2011, Kendrick hizo equipo con Gedo & Jado para participar en el J Sports Crown 6 Man Openweight Tag Team Tournament de la New Japan Pro Wrestling, derrotando a Jushin Liger, Kushida & Tiger Mask IV en la primera ronda, pero siendo eliminados en la siguiente por el Campeón Peso Pesado de la IWGP Hiroshi Tanahashi, Kushida & Máscara Dorada. El 11 de mayo de 2012, se anunció que Kendrick formaría parte del torneo Best of the Super Juniors como sustituto de Davey Richards. Durante el transcurso del torneo, ganó cinco de ocho combates, pero perdió ante Ryusuke Taguchi, perdiéndose las semifinales.
Regresó a NJPW el 21 de octubre, luchando junto a Low Ki en el 2012 Super Jr. Tag Tournament bajo el nombre "Chaos World Wrestling Warriors". Sin embargo, fueron derrotados en la primera ronda por Apollo 55 (Prince Devitt and Ryusuke Taguchi). En mayo de 2013, volvió a participar en el torneo 2013 Best of the Super Juniors, ganando cuatro de sus ocho combates, no pudiendo clasificarse para las semifinales. El 25 de octubre volvió a participar en el 2013 Super Jr. Tag Tournament, junto a Barreta. Sin embargo, fueron derrotados en la primera ronda por The Young Bucks. Kendrick se asoció con varios compañeros de Chaos en combates en parejas de seis y ocho hombres durante el resto de la gira, que duró hasta el 6 de noviembre.

### Brian Kendrick's Wrestling Pro Wrestling (2013-2018)
En 2013, Kendrick fundó su propia promoción de lucha libre profesional, llamada Brian Kendrick's Wrestling Pro Wrestling, en Bell Gardens, California. Wrestling Pro Wrestling actualmente tiene un evento de transmisión en vivo en Twitch TV mensualmente. La promoción se emitió en programas con bastante regularidad hasta 2018, cuando solo emitieron dos programas. Ambos espectáculos tuvieron lugar en Los Ángeles en lugar de Bell Gardens y South Gate, donde habían tenido lugar sus espectáculos anteriores. 

### WWE (2014-2022)

#### Entrenador (2014-2016)
El 11 de diciembre de 2014, Kendrick estuvo en los bastidores de NXT TakeOver: R Evolution en su prueba para iniciarse como entrenador en WWE Performance Center. Kendrick hizo su retorno a la WWE con su personaje de "The Brian Kendrick" en las grabaciones de NXT el 12 de diciembre de 2014, perdiendo en un dark match ante Solomon Crowe. Kendrick hizo su retorno y debut a los combates televisivos el 25 de febrero de 2015 en NXT, perdiendo ante Finn Bálor en el evento principal. Seguido de esto, Kendrick comenzó a trabajar como entrenador en WWE Performance Center trabajando específicamente con la WWE Diva Eva Marie, así como en la sexta temporada de Tough Enough, con la concursantes Daria Berenato y Mada Abdelhamid.

#### Cruiserweight Classic (2016)
El 13 de junio de 2016, Kendrick fue anunciado como uno de los participante del torneo Cruiserweight Classic. El torneo comenzó el 23 de junio con Kendrick derrotando a Raúl Mendoza en la primera ronda. Kendrick comenzó a usar para el torneo un gimmick en el que se declaraba como un luchador establecido en la WWE por su antigüedad que representa algo superior a diferencia de los otros competidores, trabajando como un "scavenger" quien usará su atletismo, experiencia y sus tácticas sucias más bien que sus habilidades puras. El 14 de julio, Kendrick derrotó a Tony Nese en la segunda ronda. El 26 de agosto, Kendrick fue eliminado del torneo en los cuartos de final por Kōta Ibushi, en donde el comentarista del torneo Daniel Bryan abrazó a Kendrick en medio del ring recibiendo la ovación del público presente.

#### WWE 205 Live (2016-2020)
El 22 de agosto en Raw, Kendrick fue anunciado como parte de la nueva división Crucero. El 19 de septiembre en Raw, fue presentado por Mick Foley como parte de la división crucero de WWE junto a Rich Swann, Cedric Alexander y Brian Kendrick. Esa misma noche, participó en un Fatal 4-way Match para ser el retador #1 por el Campeonato Crucero de WWE entre Kendrick, Swann, Alexander y Gran Metalik, siendo Kendrick el ganador. En Clash of Champions, fue derrotado por T.J. Perkins.
Tras las siguientes semanas, Kendrick tuvo algunos careos con Perkins. En Hell in a Cell, derrotó a Perkins, ganando el Campeonato Crucero de WWE. El 31 de octubre en Raw, derrotó a Perkins por descalificación, reteniendo el título. Hacia Survivor Series, se acordó que el Campeonato Crucero de WWE estaría en juego entre Raw vs SmackDown Live donde Brian Kendrick (Raw) defendería su título ante Kalisto (SmackDown Live) en el cual, si Kalisto ganaba toda la división crucero se iría a SmackDown Live. En Survivor Series, fue derrotado por Kalisto por descalificación luego de que, Baron Corbin atacara a Kendrick y luego a Kalisto. El 21 de noviembre en Raw, se definió un Triple Threat Match entre T.J. Perkins, Noam Dar y Rich Swann donde el ganador se enfrentaría a Kendrick por el título, siendo ganador Swann. El 29 de noviembre en el primer episodio de 205 Live, Kendrick fue derrotado por Swann, perdiendo el título. El 6 de diciembre en 205 Live, Kendrick fue nuevamente derrotado por Swann en su revancha por el título. En Roadblock: End of the Line, fue derrotado por Swann en un Triple Threat Match donde también estuvo T.J. Perkins.
El 3 de enero de 2017 en WWE 205 Live, apareció para aparentemente felicitar a Tajiri (quien hacía su regreso a WWE), pero fue sorprendido por Tajiri quien le aplicó un Green Mist a Kendrick. Al mismo tiempo, comenzó otra rivalidad, esta vez con Akira Tozawa en 205 Live. En el episodio del 25 de diciembre de Raw, Kendrick sufrió una lesión durante lucha contra Hideo Itami, después de que Itami le aplicara un Go To Sleep. Después de ir a una instalación médica local, se reveló que Kendrick sufrió una fractura en su hueso orbital y el puente nasal y estaría fuera de acción durante 4 meses.
Regreso en el 205 Live del 17 de abril derrotando junto a Jack Gallagher a competidores locales, y el 205 Live del 1 de mayo derrotaron a Akira Tozawa & Hideo Itami, y en el 205 Live del 8 mayo junto con Gallagher fueron derrotados por Lucha House Party(Gran Metalik & Lince Dorado con Kalisto) para luego iniciarse un feudo entre ellos, que serían derrotados en 205 Live del 29 de mayo, y el 205 Live del 5 de junio fue derrotado por Lince Dorado, posteriormente se uniría Drew Gulak al feudo, siendo derrotado junto a Gallagher & Drew Gulak en el 205 Live del 12 de junio y el feudo terminaría con Lucha House Party derrotando a Gallagher, Drew Gulak y él, en el 205 Live del 26 de junio.
El 3 julio en 205 Live fue derrotado por el Campeón Peso Crucero Cedric Alexander, y el 28 de agosto en 205 Live fue derrotado por Akira Tozawa, y el 26 de septiembre en 205 Live derrotaría a un competidor local, y el 205 Live del 31 de octubre fue derrotado por Jack Gallagher así separándose de su alianza, para pasar a aliarse con Akira Tozawa, que junto a él, tendrían un feudo con Jack Gallagher & Drew Gulak, con quienes perderían en el 205 Live del 14 de noviembre, y a la siguiente semana junto a Akira Tozawa derrotarían a competidores locales, en el 205 Live del 5 de diciembre sería derrotado por Drew Gulak, y terminarían el feudo derrotándolos junto con Akira Tozawa a Drew Gulak & Jack Gallagher en un Street Fight Match en el 205 Live del 19 de diciembre.
Ya en 2019, en el 205 Live del 5 de febrero fue derrotado por Mike Kanellis, y en el 205 Live del 26 de febrero sería derrotado por Drew Gulak en la primera ronda del torneo por una oportunidad al Campeonato Peso Crucero de Buddy Murphy en Wrestlemania 35. Posteriormente estaría involucrado en la rivalidad de Akira Tozawa contra Mike Kanellis con Maria Kanellis, ya que sería atacado por Mike en el 205 Live del 3 de abril.
En el 205 Live del 21 de mayo participó en una Fatal 5-Way Match en la también estuvieron Akira Tozawa, Oney Lorcan, Ariya Daivari & Mike Kanellis con Maria Kanellis, pero ganó Akira. Y a la siguiente semana en el 205 Live del 22 de mayo sería derrotado por Mike Kanellis, y el 18 de junio apareció en segmento con Noam Dar para posteriormente derrotar a un competidor local.
En el 205 Live del 9 de julio fue desafiado por The Singh Brothers, enfrentadose a Sunil Singh derrotandoló después del combate fue atacado por Samir Singh pero salió Akira Tozawa a defenderlo, que junto a Akira Tozawa iniciarian un feudo con The Singh Brothers, y el siguiente 205 Live del 16 de julio acompañó a Tozawa en su combate contra Samir Singh, ganando Tozawa, durante la transmisión de 205 Live del 23 de julio aceptaron el reto de The Singh Brothers, junto a Akira Tozawa derrotaron a The Singh Brothers terminando con el feudo entre ambos en el 205 Live del 30 de julio. Luego junto con Akira Tozawa comenzó a formar un equipo, acompañando a Tozawa en su combate contra Jack Gallagher en el 205 Live del 13 de agosto, comenzando un feudo con Gallagher debido a que la siguiente semana ocasionó la eliminación de Akira Tozawa durante el Capitain's Challenge Match entre el Team Gulak vs. Team Gulak. Y el 3 de septiembre en 205 Live junto a Akira Tozawa derrotaron a Competidores Locales y después del combate retaron a Jack Gallagher, y Gallagher aceptando el reto para la siguiente semana en el 205 Live del 10 de septiembre, escogiendo de compañero a KUSHIDA, que junto a Akira Tozawa perdieron el combate, y para el 205 Live del 17 de septiembre se enfrentó a Jack Gallagher pero perdió por descalificación cuando lo atacó con un palo de Kendo, para más tarde traicionar a Akira Tozawa golpeandolo de igual manera con el Palo de Kendo cambiando a Heel y disolviendo el equipo entre ambos. Y en el 205 Live del 11 de octubre se enfrentó a Akira Tozawa en un No Disqualafication Match, ganando el combate por interferencia de Mike Kanellis y aparte fue el último combate de Tozawa en 205 Live, y el siguiente 205 Live derrotó a Jack Gallagher. En el 205 Live del 8 de noviembre fue derrotado por Mansoor. 
Comenzando el 2020, en el 205 Live del 3 de enero apareció como un enmascarado en el combate de Danny Burch contra Ariya Daivari, en el cual distrajo a Burch, provocando que Daivari se lleve la victoria, después del combate atacó a Burch y se mostró que él estaba bajo la máscara. En la transmisión de NXT UK del 23 de enero se enfrentó a Travis Banks para clasificar a la Fatal-4 Way Match por el Campeonato Peso Crucero de NXT de Angel Garza contra Isaiah "Swerve" Scott y Jordan Devlin en Worlds Collide II, sin embargo perdió. En el 205 Live del 31 de enero perdió ante Danny Burch por descalificación cuando Ariya Daivari atacó a Burch, seguido junto a Daivari atacaron a Burch, cuando hizo su regreso a 205 Live, el compañero de Burch, Oney Lorcan, comenzando un feudo junto a Daivari contra Burch & Lorcan, y en el 7 de febrero junto a Ariya Daivari se enfrentaron a Oney Lorcan & Danny Burch, sin embargo, el combate acabó sin resultado y se atacaron mutuamente, la siguiente semana en 205 Live, junto a Ariya Daivari & The Singh Brothers atacaron a Lorcan & Burch después del combate que tuvieron contra The Singh Brothers, más tarde junto a Daivari siguieron proclamándose como The 205 Live Originals, luego se enfrentaron a Tony Nese & Mike Kanellis(quien hacia su regreso), perdiendo debido a la distracción de Lorcan & Burch, luego del combate fueron atacados por estos últimos, lo que provocó que en el 205 Live del 21 de enero, junto a Ariya Daivari se enfrentaron a Danny Burch & Oney Lorcan en un No Disqualafication Match, donde salieron perdiendo. En el 205 Live del 13 de marzo, siendo parte del Team 205 Live Originals, junto a Tony Nese, Mike Kanellis, Jack Gallagher & Ariya Daivari se enfrentaron al Team NXT (KUSHIDA, Isaiah "Swerve" Scott, Tyler Breeze, Danny Burch & Oney Lorcan) en un 10-Man Tag Team Elimination Match, sin embargo, fue eliminado por Scott. En el 205 Live del 30 de octubre, junto a Mansoor derrotaron a Ever-Rise(Chase Parker & Matt Martel), después del combate abrazó Mansoor en señal de respeto.

#### Retiro y trabajo de productor (2020-2022)
El 31 de marzo de 2021, en un video publicado en el canal de YouTube del WWE Performance Center titulado "Brian Kendrick: Life After Wrestling", Kendrick anunció que su lucha del 30 de octubre de 2020 sería su último combate haciendo un papel de productor detrás del escenario. El 1 de abril de 2021 confirmó su retiro oficial de los cuadriláteros tras más de 20 años de carrera.
El 1 de febrero de 2022, se informó que a Kendrick se le concedió su liberación y ya no tiene contrato con WWE.

### All Elite Wrestling (2022)
Kendrick estaba previsto que haga su debut en All Elite Wrestling el 2 de febrero de 2022 en el episodio de Dynamite, donde se iba a enfrentar a Jon Moxley, pero por unos comentarios en el pasado contra la compañía, fue sacado de la cartelera hasta dar a conocer la razón de su cancelación.

## En lucha
- Movimientos finales
  - Bully Choke[120]/Captain's Hook[121] (Reverse chinlock, comúnmente precedido de un Inverted headlock takeover)[122] – 2016–presente
  - Burning Hammer (Inverted death valley driver)
  - Cobra clutch con bodyscissors[123][124] - 2010
  - Diving shooting star press[125]
  - Running calf kick
  - The Kendrick[125][126] (WWE) / Sliced Bread #2[3][127] (Circuito independiente / WWE / TNA) (Shiranui)

- Movimientos de firma
  - Camel clutch seguido de múltiples crossface punch
  - Diving double foot stomp
  - Electric Mayhem[4] (Hangman's knee facebreaker)
  - Flying forearm smash
  - Headlock takedown, a veces en sucesión
  - Hip toss, a veces en sucesión[128]
  - Hurricanrana,[4] a veces desde una posición elevada
  - Kip-up[128]
  - Left Turn At Albuquerque[4] (Turning frog splash)[7][129] - 1999-2002
  - Rolling cradle
  - Running high knee
  - Seated chinlock
  - Springboard back elbow smash
  - Springboard moonsault
  - Springboard tornado DDT[4]
  - Suicide dive
  - Varios tipos de kick:
    - Drop, a veces desde una posición elevada
    - Heel
    - Jumping enzuigiri
    - Running leg lariat[4]
    - Side

  - Whirling Twirlixer[4] (Diving corkscrew somersault plancha)
- Apodos
  - "Leonardo Spanky"
  - "The Jet"
  - "The Man with a Plan"
  - "The Post-Apocalyptic Scavenger"
  - "The Wizard of Odd"
- Managers
  - Ashley
  - Drew Gulak
  - Ezekiel Jackson
  - Jack Gallagher
  - Jillian

## Campeonatos y logros
• WWE
- Full Impact Pro

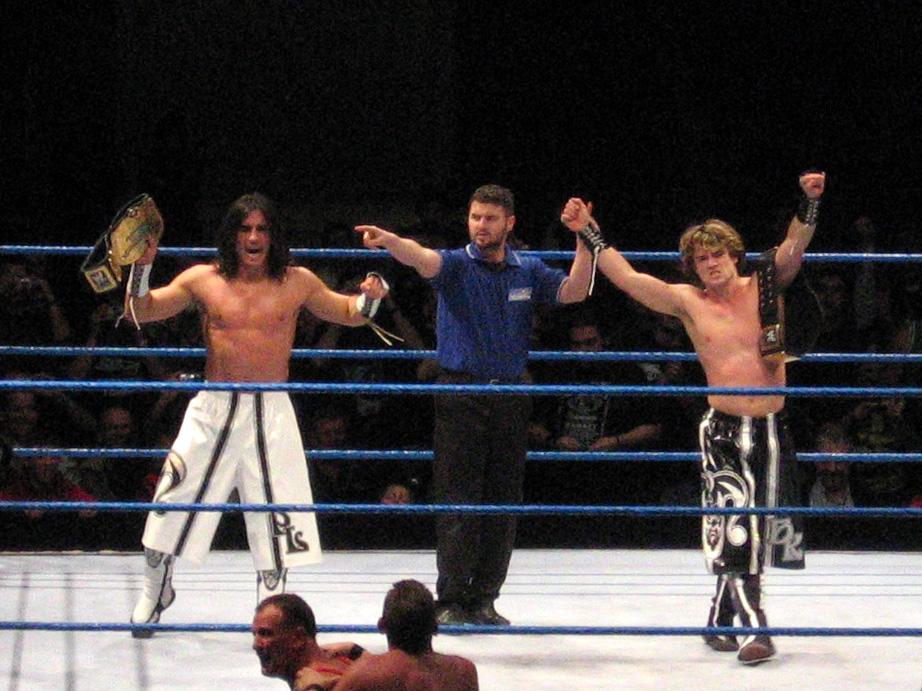
Paul London y Brian Kendrick como Campeones en Parejas de la WWE.

  - FIP Tag Team Championship (1 vez) – con Sal Rinauro[130]
  - Florida Rumble (2004)[35]

- Insane Championship Wrestling
  - ICW Tag Team Championship (1 vez) - Paul London

- Memphis Championship Wrestling
  - MCW Southern Light Heavyweight Championship (3 veces)[14]
  - MCW Southern Tag Team Championship (1 vez) – con American Dragon[15]

- Pro Wrestling ZERO-ONE / Pro Wrestling ZERO1–Max
  - NWA International Lightweight Tag Team Championship (2 veces) – con Low Ki (1) y Kaz Hayashi (1)[131]
  - NWA/UPW/ZERO-ONE International Junior Heavyweight Championship (1 vez)[18]
  - ZERO1-MAX United States Openweight Championship (1 vez)[132]

- Texas Wrestling Alliance
  - TWA Television Championship (1 vez)[133]
  - TWA Tag Team Championship (1 vez) – con American Dragon[133]

- Total Nonstop Action Wrestling
  - TNA X Division Championship (1 vez)

- World Wrestling Entertainment/WWE
  - World Tag Team Championship (1 vez) – con Paul London[9]
  - WWE Tag Team Championship (1 vez) – con Paul London[134]
  - WWE Cruiserweight Championship (1 vez)

- Pro Wrestling Illustrated
  - Equipo del año (2007) con Paul London[135]
  - Situado en el N°98 en los PWI 500 del 2003[136]
  - Situado en el N°83 en los PWI 500 del 2004[137]
  - Situado en el N°319 en los PWI 500 del 2005[138]
  - Situado en el N°148 en los PWI 500 del 2006[139]
  - Situado en el N°498 en los PWI 500 del 2007[140]
  - Situado en el Nº111 en los PWI 500 del 2008[141]
  - Situado en el Nº62 en los PWI 500 del 2009
  - Situado en el Nº129 en los PWI 500 de 2010[142]
  - Situado en el Nº107 en los PWI 500 de 2011[143]
  - Situado en el Nº212 en los PWI 500 de 2012[144]
- Wrestling Observer Newsletter
  - Situado en el Nº13 del WON Mejor pareja de la década (2000–2009), con Paul London[145]